# Die Wache (Fernsehserie)
Die Wache ist eine deutsche Kriminalserie, die in der Zeit vom 3. Januar 1994 bis 8. Juni 2006 wöchentlich vom deutschen Privatsender RTL erstausgestrahlt wurde. Die letzten Folgen wurden bereits vom 10. März bis zum 14. Juni 2003 gedreht, die weitere Ausstrahlung von RTL aber noch so weit wie möglich in die Länge gestreckt.

## Handlung
Die Serie beschreibt typische (tragische bis komische) Geschichten in einem deutschen Polizeirevier. In diesem an der Kölner Brauerstraße angesiedelten Revier arbeiten Schutzpolizei und Kripo nebeneinander unter einem Inspektionsleiter zusammen. Inspektionsleiter ist zunächst Polizeirat (später Polizeioberrat) Karl Schumacher. Diesem folgt Polizeioberrat Werner Krause, der wiederum von Kriminaloberrätin Marianne Stockhausen (Karin Schröder) abgelöst wird. Nach Stockhausens Ausscheiden gibt es keinen neuen Inspektionsleiter mehr. Diese Funktion wird zwar mehrmals in den nachkommenden Staffeln erwähnt, kommt aber nicht mehr in Erscheinung.
Dienstgruppenleiter war zunächst Polizeioberkommissar Hans Maybach (Hans Heinz Moser), der später in Pension ging. Sein Nachfolger war Polizeioberkommissar Franz Werner (Nikolaus Neureiter). Der letzte Dienstgruppenleiter war Polizeihauptkommissar Ulf Schelling.
Die Leitung der Kripo bestand aus:
- Kriminalkommissar (später KOK) Theo Severing, (Axel Pape) (1994–1996, bis Folge 52)
- Kriminaloberkommissarin Beatrice Koeppen, (Anja Freese) (1996–1998, Folgen 53–94)
- Kriminalhauptkommissarin Eva Faber, (Irmelin Beringer)
- Kriminalhauptkommissarin Nina Kaiser, (Dana Geissler) (1998–2000)
- Kriminalhauptkommissarin Renee Engels, (Tanya Neufeldt)
- Kriminalhauptkommissar Frank Fischer, (Leon Boden)

Vorübergehend (von 1996 bis 1998) gab es noch ein ETK-Team (Einsatztruppkommando), das für Undercover-Einsätze zuständig war. Es stand unter der Leitung von Kriminalhauptmeister Jürgen Pfeiffer (Uwe Kockisch). Dieses Team arbeitete eigenständig und war nicht Teil der Dienstgruppe der Schutzpolizei, noch der Dienstgruppe Kripo unterstellt. Pfeiffer war Stockhausen und Staatsanwalt Römer unterstellt. Zu seinem Team gehörten die Polizeiobermeister van Eck und Polizeihauptmeister Ehrhard (Hans Heller).

## Drehorte
In der Kölner Theodor-Brauer-Straße im Stadtteil Deutz gab es nie eine Polizeiinspektion, dorthin wurde sie lediglich vom Drehbuch verortet. Die heutige Polizeiinspektion 5 befindet sich allerdings in geografischer Nähe. Das Studiogebäude der Wache befindet sich in der Waltherstraße im Stadtteil Dellbrück. Für eine einzige Inspektion sind die Einsatzorte in der Stadt von Ehrenfeld über Mülheim bis Leverkusen viel zu groß. Auf diese Weise gibt die Serie aber eine gute lokalhistorische Perspektive auf das Köln der 90er Jahre.

## Trivia
- Bei der Serie handelt es sich um eine deutsche Adaption der britischen Erfolgsserie The Bill, die von 1983 bis 2010 auf dem britischen Privatsender ITV ausgestrahlt wurde. Als weiterer deutschsprachiger Ableger gilt SOKO Leipzig. Während The Bill es auf 2400 Episoden brachte, wurde bei Die Wache nur knapp über ein Zehntel dieser Folgenanzahl erreicht.
- Einschneidende Änderungen bei der Besetzung gibt es z. B. ab den Folgen 53, 69, 95 und 120.
- In der Folge Unerwünschter Besuch der Serie Stadtklinik ermitteln die Polizisten Brause (Harald Kempe) und Yener (Francesco Pahlevan).
- Die Serie wurde wegen schlechter Quoten von RTL abgesetzt. Die letzte Folge endet mit der Auflösung der Wache.

## Medien
DVD-Veröffentlichungen:
- Staffel 1 (Folgen: 1–13) – veröffentlicht am 24. Februar 2012
- Staffel 1 (Folgen: 14–26) – veröffentlicht am 20. April 2012
- Staffel 2 (Folgen: 1–13) – veröffentlicht am 21. September 2012
- Staffel 2 (Folgen: 14–26) – veröffentlicht am 12. Oktober 2012
- Staffel 3 (alle Folgen) – veröffentlicht am 1. Februar 2013
- Staffel 4 (Folgen: 1–13) – veröffentlicht am 12. April 2013
- Staffel 4 (Folgen: 14–26) – veröffentlicht am 17. Mai 2013
- Staffel 5 (Folgen: 1–13) – veröffentlicht am 30. August 2013
- Staffel 5 (Folgen: 14–25) – veröffentlicht am 20. September 2013
- Staffel 6 (Folgen: 1–13) – veröffentlicht am 15. November 2013
- Staffel 6 (Folgen: 14–25) – veröffentlicht am 22. November 2013